# Riparto di giurisdizione

Il riparto di giurisdizione è un insieme di regole da utilizzarsi per individuare il giudice competente, in modo particolare quando si voglia intentare una causa contro la pubblica amministrazione. Naturalmente, il rilievo giuridico dei criteri di riparto cessa se è la stessa legge che attribuisce espressamente la giurisdizione al giudice ordinario o al giudice amministrativo.

## La decisione sul riparto di giurisdizione
A decidere sul riparto sono le Sezioni Unite della Corte di cassazione, che devono determinare in modo definitivo il giudice dotato di giurisdizione.

Il sistema processuale italiano, infatti, conosce due organi giurisdizionali ipoteticamente competenti: il giudice ordinario e il giudice amministrativo.
 
In linea generale, in base all'art. 2 L.A.C. (L. n. 2248/1865 All. E, concernente l'abolizione del contenzioso amministrativo) le questioni afferenti a diritti civili o politici (diritti soggettivi) sono di competenza del giudice ordinario (Tribunale, Corte d'appello e Corte di cassazione), anche quando vengano coinvolti da un provvedimento amministrativo. In tal caso il giudice non può riformare, annullare o modificare l'atto amministrativo, ma deve limitarsi a disapplicarlo, decidendo la controversia come se tale provvedimento non fosse mai esistito.

Ai sensi del successivo art. 3, invece, "gli affari non compresi nell'articolo precedente", ossia le controversie relative a quegli interessi giuridicamente rilevanti diversi dai diritti soggettivi, che poi assumeranno il nome di interessi legittimi, rientrano nella giurisdizione del giudice amministrativo.

## Gli attuali criteri di riparto
Il riparto di giurisdizione basato sulla dicotomia diritto soggettivo/giudice ordinario - interesse legittimo/giudice amministrativo dal 1949 costituisce la regola generale, a cui si contrappone, ai sensi dell'art. 103 Cost., la regola di riparto fondata sui "blocchi di materie", di carattere residuale. Infatti, ai sensi della citata disposizione costituzionale, i giudici amministrativi hanno giurisdizione, in particolari materie indicate dalla legge, anche dei diritti soggettivi.

Una materia particolarmente controversa è quella del diritto elettorale, sulla quale il Procuratore generale della Corte di cassazione ha proposto alle sezioni unite l'affermazione della giurisdizione del giudice ordinario.
La regola fondata sui "blocchi di materie" è stata ridimensionata dalla Corte Costituzionale nella nota sentenza n. 204/2004, in quanto la giurisdizione esclusiva del giudice amministrativo sarebbe legittima solo quando, agendo la pubblica amministrazione come autorità, vi sia un "inestricabile nodo" di interessi legittimi e diritti soggettivi che renda opportuna, per esigenze di concentrazione processuale, la sola giurisdizione del giudice amministrativo.

## I criteri di riparto affermatisi prima del 1949
Dal 1891 e fino al 1949 si erano affermati in giurisprudenza altri criteri di riparto, basati via via:
- sulla causa petendi
- sulla distinzione tra atti di imperio e atti di gestione
- sul petitum formale
- sul petitum sostanziale
- sulla prospettazione che il ricorrente avesse fatto dell'oggetto della controversia.

La eterogeneità dei criteri individuati e le oscillazioni giurisprudenziali erano dovuti al fatto che la concezione di diritto allora accolta era ben diversa da quella attuale; si affermava comunemente che un diritto restava tale (una volta nato dalla legge, da un atto o da un contratto) anche se fossero stati emanati successivi provvedimenti: era la cd. concezione forte del diritto che, fin dal 1816, rendeva il diritto stesso una posizione forte che niente può scalfire.

Il noto caso Laurens del 1891 è una vicenda giudiziaria che testimonia questo stato di cose.

Una certa legge disciplinava l'emigrazione allo scopo di arginarla, ma non vietava agli armatori di imbarcare passeggeri per porti esteri. Eugenio Laurens era un armatore con regolare "patente", ma si vide negare la possibilità di portare passeggeri da una circolare ministeriale. 

La questione finì dinanzi alle Sezioni Unite, le quali affermarono la giurisdizione del giudice ordinario, poiché:
- essendo il diritto di imbarcare passeggeri nato dalla "patente", qualsiasi atto successivo non fa venir meno la posizione di vantaggio acquisita dal soggetto;
- il Ministro aveva vietato un'attività che nessuna legge gli consentiva di vietare (con terminologia odierna, si direbbe che aveva agito in "carenza di potere").

Fu il caso Grixoni del 1895 che invece portò le Sezioni Unite ad affermare il criterio del riparto di giurisdizione basato sulla "prospettazione del privato".

Grixoni era un parroco che aveva stipulato una convenzione pubblica, e ne aveva ricevuto dei benefici. L'allora Ministero di Grazia e Giustizia emanò un provvedimento con cui contestava i "diritti" del parroco (nascenti da contratto). Con la sentenza del 1895, le Sezioni Unite affermarono che della questione potevano occuparsi sia il giudice ordinario che il giudice amministrativo "a seconda di quanto avesse chiesto il privato nel ricorso", abbandonando la concezione "forte" del diritto.

## Il sistema del cd. contenzioso amministrativo
Prima del 1865 non si era ancora affermato il principio di separazione dei poteri e vi era il sistema del contenzioso amministrativo: questo comportava che gli atti lesivi per il cittadino (ad es. requisizione, esproprio, etc.) erano impugnabili in sede amministrativa oppure in via gerarchica o ancora presso particolari collegi, e in ultima analisi si poteva ricorrere al Re.

Era esclusa l'esperibilità di un'azione giudiziaria nei confronti della pubblica amministrazione, in quanto si seguiva ancora il criterio per il quale i diritti soggettivi sono concepibili solo nei rapporti tra privati.